# 단산초등학교
단산초등학교는 대한민국 경상남도 밀양시 산외면 금곡리에 있었던 공립 초등학교이다.

## 연혁
- 1945년 5월 11일 산외국민학교 금곡분교로 개교
- 1951년 7월 16일 단산국민학교로 개교
- 1996년 3월 1일 단산초등학교로 개칭
- 2009년 3월 1일 폐교